# Chasse-neige rotatif
Pour les articles homonymes, voir Chasse-neige (homonymie).

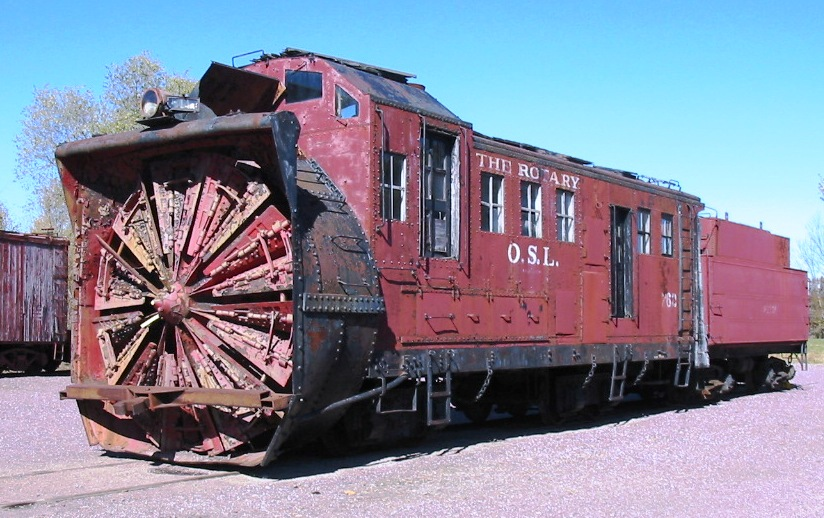
Un chasse-neige rotatif de l'Oregon Short Line exposé au Mid-Continent Railway Museum à North Freedom.

Un chasse-neige rotatif est une pièce d'équipement de déneigement des chemins de fer comportant un grand ensemble circulaire de lames à son extrémité avant qui tournent pour couper la neige sur la voie devant lui. Le précurseur du chasse-neige rotatif était le chasse-neige ferroviaire.

## Histoire
Le rotary a été inventé à Toronto, au Canada, par le dentiste J.W. Elliot en 1869. Il n'a jamais construit de modèle ou de prototype fonctionnel, bien qu'il l'ait voulu. Orange Jull, d'Orangeville, en Ontario, a développé le concept d'Elliot, en construisant des modèles fonctionnels qu'il a testés avec du sable. Durant l'hiver 1883-1884, Jull a passé un contrat avec les Leslie Brothers de Toronto pour construire un prototype grandeur nature qui s'est avéré être un succès. Jull a ensuite vendu ses droits de conception aux Leslie Brothers, qui ont créé la Rotary Steam Shovel Manufacturing Company à Paterson, dans le New Jersey. Leslie Brothers a passé un contrat avec Cooke Locomotive & Machine Works à Paterson pour réaliser la construction proprement dite.
Un autre inventeur serait le colonel Lewis P. Campbell, qui figure dans le brevet américain 1848554 (déposé en 1929).